# Stazione di Portici Via Libertà
La stazione di Portici Via Libertà è una stazione della ferrovia Circumvesuviana, sita nel comune di Portici.
Si trova sulla ferrovia Napoli-Pompei-Poggiomarino.

## Storia
La stazione fu inaugurata nel 1976, al termine dei lavori di interramento della Circumvesuviana, sostituendo la preesistente stazione denominata "Portici - Via Salute" .

## Struttura e impianti
La stazione ha due binari, entrambi passanti. Il fabbricato viaggiatori ospita servizi igienici, una piccola sala d'attesa e la biglietteria.
Nella stazione fermano tutti treni, eccetto i direttissimi. Le destinazioni sono Napoli (dal binario 1), Sorrento e Poggiomarino (dal binario 2).

## Movimento
Il traffico passeggeri è consistente nell'intero arco della giornata, composto soprattutto da studenti e lavoratori pendolari.

## Servizi
La stazione dispone di:
- Biglietteria
- Sottopassaggio